# گمینا بوندوو
گمینا بوندوو (به لهستانی:  Gmina Błędów) یک گمینا در لهستان است که در شهرستان گرویتس واقع شده‌است. گمینا بوندوو ۱۳۵٫۲۳ کیلومتر مربع مساحت و ۷٬۹۰۵ نفر جمعیت دارد.